# Psychopharmacology
Psychopharmacology ist eine wissenschaftliche Fachzeitschrift, die vom Springer-Verlag veröffentlicht wird. Die Zeitschrift erscheint derzeit mit 24 Ausgaben im Jahr. Ihr Themenbereich erstreckt sich über die klinische Psychopharmakologie, insbesondere Studien bei Menschen und experimentell auch an Tieren. Zu den betrachteten Methoden zählen neurochemische und elektrophysiologische Verfahren sowie experimentelle psychologische und ethologische und klinische neurologische und psychiatrische Untersuchungen.
Der Impact Factor lag im Jahr 2014 bei 3,875. Nach der Statistik des ISI Web of Knowledge wird das Journal mit diesem Impact Factor in der Kategorie Neurowissenschaften an 71. Stelle von 252 Zeitschriften, in der Kategorie Psychiatrie an 32. Stelle von 140 Zeitschriften in der Kategorie Pharmakologie und Pharmazie an 46. Stelle von 254 Zeitschriften geführt.